# Wikipedia tiếng Đan Mạch
Wikipedia tiếng Đan Mạch (Phát âm: /ˈdænɪʃ/ DAH-nish) là một phiên bản Wikipedia, một bách khoa toàn thư mở. Nó là một văn bản kỹ thuật số do Wikipedia cộng đồng tạo nên và được đăng ký dưới Giấy chứng nhận Creative Commons Tải về Tự do Phi Thương hiệu-Phân vùng 2.5. Wikipedia bao hàm một số loại nội dung đa văn hóa.